# Осиновское (Курганская область)
Осиновское — село в Каргапольском районе Курганской области. Административный центр Осиновского сельсовета.

## Географическое положение
Расположено в равнинной лесостепной полосе, на правом берегу реки Исеть, при впадении в неё Осиновки. Село находится в 22 км (30 км по автодороге) к северо-западу от рабочего посёлка Каргаполье, в 100 км (106 км по автодороге) к северо-западу от города Кургана. На севере , северо-западе и западе граничит с Шадринским районом Курганской области.

### Часовой пояс
Осиновское, как и вся Курганская область, находится в часовой зоне МСК+2. Смещение применяемого времени относительно UTC составляет +5:00.

## История
Село Осиновское известно с 1710 года. По данным ревизской сказки 1710 года фигурирует как деревня Осиновская Барневской слободы . В 1852 году была построена каменная церковь Владимирской иконы Божией матери. До 1917 года центр Осиновской волости Шадринского уезда Пермской губернии. По данным на 1926 год состояло из 330 хозяйств. В 1930-е годы в годы коллективизации было образовано 3 колхоза. В административном отношении являлось центром Осиновского сельсовета Шадринского района Шадринского округа Уральской области. Передано в состав Каргапольского района 6 июня 1941 года из состава Шадринского района Челябинской области. С 6 февраля 1943 года в составе Осиновского сельсовета Каргапольского района Курганской области.

## Население
| 1989 | 2002 | 2010 |
| ---- | ---- | ---- |
| 518  | ↗539 | ↘473 |

По данным переписи 1926 года в селе проживало 1640 человек (756 мужчин и 884 женщины), в том числе: русские составляли 100 % населения.
По данным Всероссийской переписи населения в 2002 году население села составляло 539 человек, а по результатам Всероссийской переписи населения 2010 года - 473 человека.